# العلاقات الفرنسية الكيريباتية
العلاقات الفرنسية الكيريباتية هي العلاقات الثنائية التي تجمع بين فرنسا وكيريباتي.

## مقارنة بين البلدين
هذه مقارنة عامة ومرجعية للدولتين:
| وجه المقارنة                                              | فرنسا                                                    | كيريباتي                        |
| --------------------------------------------------------- | -------------------------------------------------------- | ------------------------------- |
| المساحة (كم2)                                             | 643.80 ألف                                               | 811                             |
| عدد السكان (نسمة)                                         | 67.12 مليون                                              | 116.40 ألف                      |
| الكثافة السكانية (ن./كم²)                                 | 104.26                                                   | 14.35 ألف                       |
| العاصمة                                                   | باريس                                                    | جنوب تاراوا                     |
| اللغة الرسمية                                             | لغة فرنسية                                               | لغة إنجليزية، اللغة الكيريباتية |
| العملة                                                    | يورو، فرنك س ف ب، فرنك فرنسي، Livre tournois ‏            | دولار كريباتي، دولار أسترالي    |
| الناتج المحلي الإجمالي (بليون دولار)                      | 2.58 تريليون                                             | 196.15 مليون                    |
| الناتج المحلي الإجمالي (تعادل القوة الشرائية) بليون دولار | 2.87 تريليون                                             | 224.26 مليون                    |
| الناتج المحلي الإجمالي الاسمي للفرد دولار أمريكي          | 36.20 ألف                                                | 1.42 ألف                        |
| الناتج المحلي الإجمالي للفرد دولار أمريكي                 | 39.33 ألف                                                | 1.81 ألف                        |
| مؤشر التنمية البشرية                                      | 0.888                                                    | 0.590                           |
| رمز المكالمات الدولي                                      | +33                                                      | +686                            |
| رمز الإنترنت                                              | .fr، .bzh ‏، .tf، .re، .wf، .yt، .pm، .paris              | .ki                             |
| المنطقة الزمنية                                           | أوروبا/باريس ‏، توقيت وسط أوروبا، توقيت وسط أوروبا الصيفي |                                 |

## منظمات دولية مشتركة
يشترك البلدان في عضوية مجموعة من المنظمات الدولية، منها:
| علم المنظمة | اسم المنظمة                   | تاريخ انضمام فرنسا | تاريخ انضمام كيريباتي |
| ----------- | ----------------------------- | ------------------ | --------------------- |
|             | بنك التنمية الآسيوي           | 1970               | 1974                  |
|             | مؤسسة التنمية الدولية         | 30 ديسمبر 1960     | 2 أكتوبر 1986         |
|             | يونسكو                        | 4 نوفمبر 1946      | 24 أكتوبر 1989        |
|             | الأمم المتحدة                 | 24 أكتوبر 1945     | 14 سبتمبر 1999        |
|             | الاتحاد البريدي العالمي       | ?                  | ?                     |
|             | البنك الدولي للإنشاء والتعمير | 27 ديسمبر 1945     | 29 سبتمبر 1986        |
|             | الاتحاد الدولي للاتصالات      | 1866               | 3 نوفمبر 1986         |
|             | منظمة حظر الأسلحة الكيميائية  | ?                  | ?                     |
|             | مؤسسة التمويل الدولية         | 20 يوليو 1956      | 2 أكتوبر 1986         |

## وصلات خارجية
- موقع وزارة الخارجية الفرنسية